# Perasia fasciata
Perasia fasciata là một loài bướm đêm trong họ Noctuidae.